# Pferdetoto
Pferdetoto war eine dem Fußballtoto angelehnte Wettart im Galopprennsport in den 1950er Jahren.

## Vorgeschichte
Bereits um 1936 wurde in Deutschland der Versuch gestartet, eine Serienwette auf den Rennbahnen zu etablieren. Nach ausländischem Vorbild wurde eine modifizierte Variante angeboten, bei welcher zu einem Grundeinsatz von 5,- RM (Reichsmark) die Sieger aus fünf bestimmten Rennen einer Rennveranstaltung vorhergesagt werden mussten. Aufgrund der Vielzahl von Kombinationsmöglichkeiten wurde diese Wettart jedoch schnell als reine Spekulation ähnlich einer Lotterie abgetan und verlangte anscheinend weniger nach Fachkenntnis. Vermutlich war die Einführung der Einlaufwette (heute Zweierwette) mit für die geringe Akzeptanz dieses ersten Versuchs verantwortlich.

## Serienwette
Nach dem Zweiten Weltkrieg wurde der Versuch, eine Serienwette zu etablieren, nochmals aufgegriffen. Werbewirksam war, dass bei einer Pferdewette 83,3 % wieder an die Wetter ausgeschüttet wurden, im Fußballtoto jedoch nur 50 %. Eingeführt wurde die nun modifizierte Serienwette zunächst auf den westdeutschen Galopprennbahnen und auf der Galopprennbahn Frankfurt. Vermutlich wurden die ersten Veranstaltungen im Jahr 1949 durchgeführt.

### Spielregeln Serienwette
In der neuen Variante mussten die Sieger aus sieben Rennen vorhergesagt werden (ähnlich der heutigen V75-Wette), wobei die Gewinnausschüttung in drei Gewinngruppen aufgeteilt wurde. Hierbei wurden die verbliebenen 83,3 % des Gesamtumsatzes zu gleichen Teilen gedrittelt und wie folgt verteilt:
- Gruppe I: Für die richtige Vorhersage aller sieben siegreichen Pferde.
- Gruppe II: Für die richtige Vorhersage von sechs der sieben siegreichen Pferde.
- Gruppe III: Für die richtige Vorhersage von fünf der sieben siegreichen Pferde.
- Gruppe IV: Gab es in der Gruppe I keinen Gewinner, wurde die Ausschüttung um eine Gewinngruppe erweitert. Die Gruppe IV wurde für die richtige Vorhersage von vier der sieben siegreichen Pferde ausgezahlt.

## Pferdetoto
Mit Einführung des Pferdetotos im Jahre 1951 wurde erstmals eine deutschlandweite Pferdewette angeboten. Vorbild hierzu war der Fußballtoto. Die bis dorthin auf den Rennbahnen angebotene Serienwette entfiel. Das Pferdetoto wurde zunächst einmal wöchentlich an den Sonntagen auf den deutschen Galopprennbahnen ausgetragen, die Überschüsse in den Pferderennsport zurückgeführt. Im Laufe der Zeit wurden auch Veranstaltungen an anderen Wochentagen eingeführt.

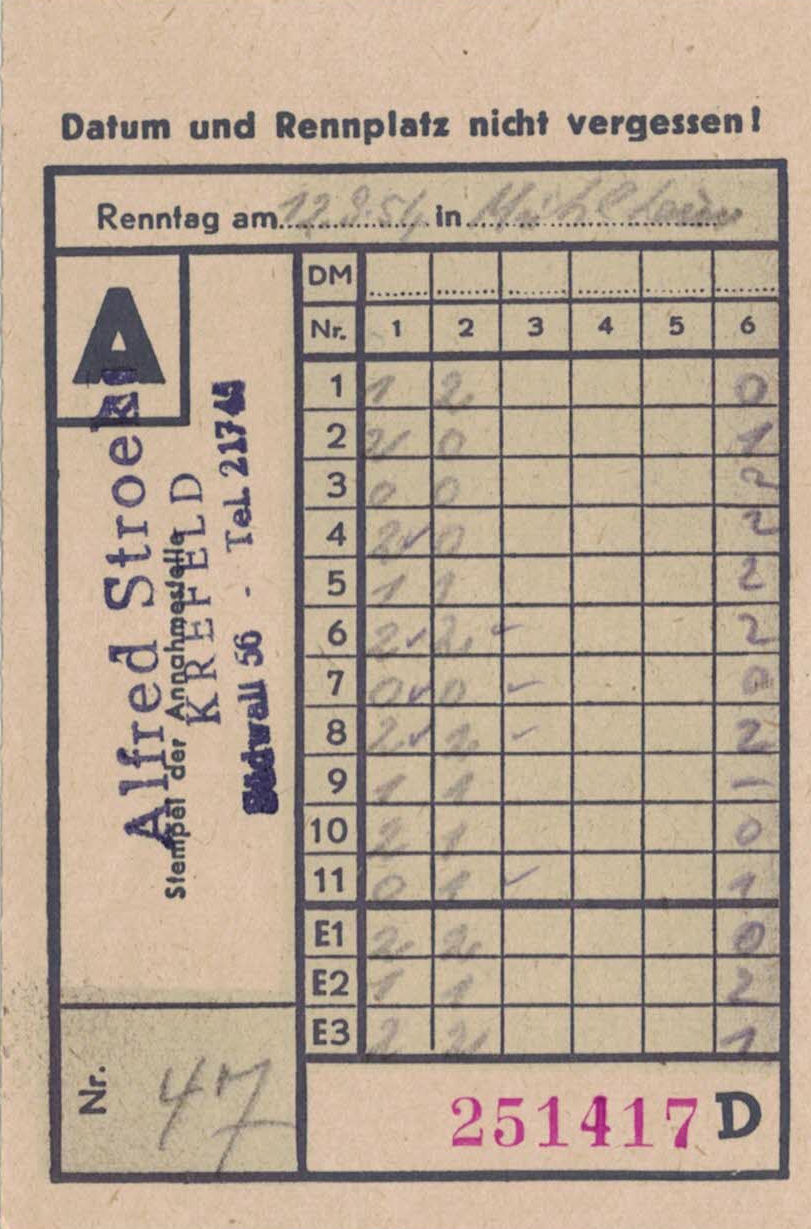
Durchschreibewettschein Pferdetoto

Bekanntgegeben wurden die Starter und die Auszahlungsquoten durch die Fachpresse, per Aushang an den Annahmestellen oder durch das Infofaltblatt Unsere Pferde-Toto Vorschau, welches an den Kiosken zum Kaufpreis von 10 Pfennig erhältlich war. Die Wettannahme erfolgte durch die Pferdetoto-Sammel-Stellen bis zum Vortag für die darauffolgende Veranstaltung. Des Weiteren konnten Wetten über Buchmacher oder direkt auf den Rennbahnen bis zum ersten Start angeschlossen werden. Der Wetteinsatz betrug 1,- DM. Es waren auch Postwetten möglich, welche über Wettzahlkarten direkt an die Totalisator-Annahme des Rennvereins Düsseldorf gerichtet werden mussten.

### Spielregeln Pferdetoto
Im Pferdetoto musste das Abschneiden elf verschiedener Pferde in unterschiedlichen Rennen während des Renntags (teils auf verschiedenen Rennbahnen) vorhergesagt werden. Angelehnt an den Fußballtoto war vorherzusagen, ob das angegebene Pferd siegte (Tip 1), den zweiten oder dritten Platz belegte (Tip 2), oder unplatziert, also als vierter oder später einlief (Tip 0). Zu den elf genannten Pferden wurden drei Ersatzpferde angegeben, die bei Nichtstarten eines Teilnehmers an dessen Stelle gesetzt wurden.
Vorteilhaft für den Spieler war es, dass vereinzelt mehrere vorherzusagenden Pferde in einem Rennen liefen, somit also verschiedene Tippsituationen ausgeschlossen werden konnten.
Die Gewinnausschüttung erfolgte in drei Gewinnrängen:
- 1. Gewinngruppe : alle 11 Tipps korrekt.
- 2. Gewinngruppe : 10 von 11 Tipps korrekt.
- 3. Gewinngruppe : 9 von 11 Tipps korrekt.
- Hatte kein Spieler alle 11 Tipps korrekt vorhergesagt, wurden die Gewinngruppen nach unten verschoben, sodass schon mit 8 von 11 korrekten Tipps eine Gewinnausschüttung erfolgte.

### Quotenspiegel
Im Vergleich zu den übrigen auf den Galopprennbahnen angebotenen Wettarten (Sieg, Platz und Einlaufwette) waren die zu erwartenden Quoten trotz der Verteilung auf drei Gewinnränge sehr hoch.

### Nachgang
Das letzte Pferdetoto (Serienwette) wurde am 9. Oktober 1960 auf der Galopprennbahn Köln durchgeführt. Im Anschluss wurde auf den westdeutschen Galopprennbahnen die Wettart 8 aus 8 versuchsweise eingeführt. Der Begriff Pferdetoto fand ab 1971 in der zunächst über Nordwestlotto angebotenen Großwette RennQuintett erneute Verwendung.

## Nachweise
1. ↑  Der Rennsport. Reher GmbH, Berlin 1937, S. 125 ff.
2. ↑  Damals hieß sie Serienwette. Abgerufen am 24. Dezember 2020.
3. 1 2  Herold. 2/26.Jahrgang. München 1956, S. 1 ff.
4. ↑  Internationaler Club (Hrsg.): Rennen zu Baden-Baden / Rennprogramm. Baden-Baden 25. August 1959, S. 23.
5. ↑  Direktorium für Vollblutzucht und Rennen (Hrsg.): Jahres-Rennkalender. Selbstverlag, Köln 1960, S. 484 ff.